# Mútne
Mútne (bis 1978 slowakisch „Mutné“; ungarisch Mutne – auch Muttne, polnisch Mętne) ist eine Gemeinde im nördlichen Teil des Okres Námestovo in der Slowakei, direkt an der Grenze zu Polen gelegen.
Der Ort wurde 1647 zum ersten Mal urkundlich erwähnt. Im Ort spricht man den Dialekt Goralisch. Mútne ist durch seine Großbauernhöfe sehr landwirtschaftlich geprägt. Im Winter ist er, bedingt durch seine Höhenlage und Abgeschiedenheit, häufig nur unter Schwierigkeiten erreichbar.

## Bevölkerung
| Jahr                | 1994 | 2004    | 2014    | 2024     |
| ------------------- | ---- | ------- | ------- | -------- |
| Anzahl der Personen | 2562 | 2805    | 2911    | 3249     |
| Unterschied         |      | +9,48 % | +3,77 % | +11,61 % |

| Jahr                | 2023 | 2024    |
| ------------------- | ---- | ------- |
| Anzahl der Personen | 3207 | 3249    |
| Unterschied         |      | +1,30 % |

## Ortsname
Der Name Mútne (wörtlich: "trüb"), der früher Mutné lautete, soll sich vom slowakischen "Smutné" ("traurig") ableiten, was auch durchaus logisch erscheint, denn der westliche Nachbarort heißt Oravské Veselé (wörtlich: "das (die) Arwa-Lustige(n)"). Abgeleitet ist er wohl eher vom durch den Ort fließenden Bach Mútnik.

## Ortsteile
- Duľov
- Mútne
- Mútňanská Píla